# Royaume du Cambodge (1953-1970)
1953–1970
Entités précédentes :
- Protectorat français du Cambodge

Entités suivantes :
- République khmère

La période de l'histoire du royaume du Cambodge, également connue sous le nom de période du Sangkum, allant de 1953 à 1970 correspond à celle de l'exercice personnel du pouvoir par Norodom Sihanouk après la fin du protectorat français en 1953, jusqu'à la déposition du roi en 1970, suivi par la proclamation de la République khmère.
Norodom Sihanouk gouverne à l'époque avec les titres officiels — successivement, et parfois en même temps — de roi (jusqu'en 1955), de Premier ministre (à plusieurs reprises), puis de chef d'État (à partir de 1960). Les premières années du régime, marquées par la domination politique de Norodom Sihanouk et de son mouvement, le Sangkum Reastr Niyum, se déroulent sous le signe d'une certaine prospérité, et d'un réel effort pour moderniser le pays. La vie politique du Cambodge se ressent cependant à la fois de l'autoritarisme personnel de Sihanouk, et de sa position internationale, de plus en plus difficile à tenir avec les années. Sihanouk oriente le Cambodge, dans les contextes de la guerre froide et de la guerre du Viêt Nam, vers une neutralité ambigüe, recherchant de plus en plus, face au poids politique des États-Unis, le soutien des pays communistes et notamment de la république populaire de Chine.
Le renversement de Sihanouk en 1970 est suivi d'une période de chaos politique. La guerre civile cambodgienne, commencée trois ans plus tôt, s'intensifie pour aboutir en 1975 à la prise de pouvoir par les Khmers rouges.

## L'accès à l'indépendance
Devenu roi du Cambodge en 1941, à l'âge de 19 ans et à l'instigation de l'administration coloniale française, Norodom Sihanouk joue rapidement, dans la vie politique du Cambodge, un rôle actif et prépondérant. En mars 1945, après le coup de force de l'empire du Japon, il crée le poste de Premier ministre du Cambodge, qu'il assume lui-même ; en août de la même année, il est toutefois évincé par Son Ngoc Thanh qui bénéficie du soutien des Japonais. Après la capitulation du Japon, Sihanouk prend contact avec les Français qui veulent rétablir le protectorat du Cambodge, au sein de l'Indochine française. Il peut néanmoins négocier avec la France un modus vivendi qui, signé le 7 janvier 1946, définit un nouveau statut du Royaume, sur le principe de l'autonomie interne. Devenu une monarchie constitutionnelle et un État associé à l'Union française, le Cambodge élit en septembre 1946 une Assemblée nationale au suffrage universel direct : la majorité, avec 50 sièges sur 67, est remportée par le Parti démocrate, dirigé par le prince Sisowath Youtevong. Le Cambodge adopte un régime parlementaire comparable à celui de la quatrième République française.
Le Cambodge doit néanmoins faire face à la montée, au sein de l'Indochine française, des mouvements indépendantistes, principalement animés par le Việt Minh. Les Khmers issarak, ensemble disparate de groupes nationalistes de droite et de gauche, sont principalement actifs autour de la frontière entre le Cambodge et la Thaïlande. À partir de la fin des années 1940, les groupes Khmers issarak sont fédérés sous l'égide du Việt Minh et créent un embryon de gouvernement dans les territoires sous leur contrôle. L'activisme indépendantiste durant la guerre d'Indochine demeure cependant assez faible au Cambodge, en comparaison de la situation au Viêt Nam et au Laos. La vie politique du Cambodge souffre par ailleurs d'instabilité, le Parti démocrate cambodgien étant affaibli par les querelles de clans et de clientèles, auxquelles s'ajoutent les rivalités entre les branches de la famille royale cambodgienne, présentes dans l'appareil du parti. Norodom Sihanouk décide finalement, profitant des dissensions au sein du parti majoritaire, de dissoudre l'assemblée le 18 septembre 1949 et, prétextant de l'insécurité dans certaines régions, s'abstient d'organiser de nouvelles élections, ce qui lui laisse les mains libres pour négocier directement avec les Français le statut du pays, souhaitant évoluer à sa manière vers l'indépendance. Le 8 novembre de la même année, Sihanouk signe avec la France le traité franco-khmer, qui abolit formellement le protectorat et reconnaît l'indépendance du Cambodge dans le cadre de l'Union française. Le texte stipule également que le Cambodge ne renonce pas à ses droits sur la Cochinchine. Sihanouk doit cependant gérer une situation politique complexe : lorsque de nouvelles élections sont convoquées elles sont à nouveau, remportées par le Parti démocrate dont le chef, Huy Kanthoul, devient premier ministre et s'oppose à la fois au roi et aux Français. Son Ngoc Thanh, autorisé à revenir au Cambodge après plusieurs années d'exil en France, se lance lui aussi dans une surenchère nationaliste puis appelle au soulèvement et prend le maquis à la tête de ses propres troupes, les Khmers Serei. Le roi décide de reprendre la situation en main et, le 15 juin 1952, avec l'appui d'unités françaises, congédie le gouvernement et se proclame lui-même premier ministre, assumant le poste pour la troisième fois en sept ans. Le 11 janvier 1953, il dissout l'assemblée nationale jusqu'à nouvel ordre. Il annonce en outre une série de réformes, et l'évolution vers une indépendance « pleine et entière »,. À partir de février 1953, Sihanouk réalise une tournée internationale, en France puis aux États-Unis, où il plaide pour l'indépendance. N'ayant obtenu aucune concession, il s'exile un temps en Thaïlande, puis s'installe au Cambodge dans la Province de Battambang en refusant tout contact avec les Français. Le gouvernement de Paris est finalement amené, par la situation en Indochine, à négocier avec les différents États au sujet de leur statut. Le 17 octobre, une convention est signée entre la France et le Cambodge. Le 8 novembre, Norodom Sihanouk fait une rentrée triomphale dans Phnom Penh et, le 9 novembre, l'indépendance du Cambodge est proclamée.
Le Cambodge participe ensuite à la conférence de Genève, visant à mettre un terme au conflit en Indochine française : le 21 juillet 1954, les accords de Genève sont signés. Ayant déjà obtenu l'indépendance, le gouvernement de Sihanouk et de son premier ministre Penn Nouth obtient de ne faire aucune concession aux Khmers issarak, dont l'accord prévoit la démobilisation dans les trente jours. Dans une convention séparée, les représentants du Cambodge, de la France et du Viet Minh, conviennent de retirer toutes les forces en présences du sol cambodgien, ce qui devient effectif en octobre 1954. Les Khmers issarak déposent les armes ou quittent le territoire cambodgien, dans le sillage des troupes de l'Armée populaire vietnamienne.
En échange du retrait de leurs forces, les représentants communistes à Genève souhaitaient une neutralité totale du Cambodge et du Laos. Cela impliquait le départ des forces militaires américaines dans ces pays. À la veille de la conclusion de la conférence, toutefois, les représentants cambodgiens insistent sur le fait que, si le Cambodge devait être véritablement indépendant, il ne devrait pas lui être interdit de solliciter toute assistance militaire qu'il souhaiterait. En fait, le Cambodge a déjà lancé un appel à Washington pour une aide militaire sur son territoire. La Conférence accepte ce point malgré les vives objections du Nord-Vietnam. Dans l'accord final, le Cambodge accepte une neutralité édulcorée, jurant de ne pas adhérer à une alliance militaire qui ne serait « pas en conformité avec les principes de la Charte des Nations unies » ni de permettre l'installation de forces militaires étrangères sur son territoire « aussi longtemps que sa sécurité n'est pas menacée ».

## Le régime de Norodom Sihanouk

### Hégémonie politique du Sangkum
Après les accords de Genève, Sihanouk jouit de la plénitude du pouvoir. Les troupes françaises ne quittent cependant pas immédiatement le Cambodge, dont la situation politique doit encore se stabiliser. Le ministre de la défense, le prince Sisowath Sirik Matak (cousin du roi) craint que le retrait des Français ne permette à Son Ngoc Thanh de prendre le pouvoir. L'accord de Genève stipule que des élections générales doivent avoir lieu au Cambodge en 1955, leur équité étant assurée par une « commission internationale de contrôle ». La plupart des observateurs présagent une victoire électorale écrasante du Parti démocrate, ce qui pourrait permettre le retour de Son Ngoc Thanh au pouvoir, voire la proclamation d'une république, solution que les États-Unis jugent préférable au maintien de Sihanouk, jugé imprévisible. Son Ngoc Thanh, sorti du maquis en septembre, prête officiellement allégeance au gouvernement, mais Sihanouk refuse de le recevoir. Au début de 1955, et en prévision des élections, le Parti démocrate se réorganise, sous la direction d'un prince de gauche, Norodom Phurissara (en). Keng Vannsak (en) devient secrétaire général adjoint et a pour discret collaborateur un certain Saloth Sâr, dont il ignore l'appartenance au Parti révolutionnaire du peuple khmer.
Norodom Sihanouk est déterminé à assurer la défaite du Parti démocrate qui, sur la base de ses antécédents, s'attend à remporter les élections. En février, il organise un référendum pour faire approuver par le peuple sa « croisade royale ». Le scrutin fait l'objet de manipulations éhontées, et les électeurs se voient proposer le choix suivant : « Si vous aimez le roi, [choisissez] un bulletin blanc. Si vous n'aimez pas le roi, un bulletin noir ». 99,8 % des électeurs choisissent un bulletin blanc, mais le taux de participation est décevant.
Craignant une victoire de l'opposition, Sihanouk décide de rentrer lui-même dans le jeu électoral. Le 2 mars 1955, à la surprise générale, il annonce son abdication en faveur de son père, Norodom Suramarit, redevenant simple prince. Sihanouk expliquera par la suite que cette action était nécessaire, et que le titre de Samdech (prince) lui donnait les mains libres pour s'engager en politique.
Désormais libéré de sa fonction royale, Sihanouk peut se jeter dans l'arène politique, et crée son propre parti politique, le Sangkum Reastr Niyum (littéralement, Communauté du peuple, ou Communauté socialiste populaire), communément appelé le Sangkum. Les élections, prévues en avril, sont repoussées à l'automne. Le parti bénéficie rapidement du ralliement d'une part non négligeable de la classe politique cambodgienne : c'est le cas des conservateurs anticommunistes comme Sam Nhean, Lon Nol ou Dap Chhuon, qui dissolvent leurs propres partis pour se ranger sous la bannière du Sangkum, mais aussi de certains démocrates, comme le ministre de l'économie Son Sann. La seule ligne politique claire du Sangkum est le soutien à Norodom Sihanouk qui, n'étant cependant pas sûr de l'emporter, propose une alliance à ses adversaires du Parti démocrate. Ceux-ci ayant repoussé l'offre, Sihanouk fait alors jouer l'appareil d'État, et la police multiplie les manœuvres d'intimidation à l'égard des partis anti-Sangkum et de leurs candidats. Plusieurs candidats du Pracheachon, le parti servant de paravent au Parti révolutionnaire du peuple khmer clandestin, sont assassinés dans les provinces, et une vingtaine d'entre eux sont arrêtés.
Lors des élections de septembre, le nouveau parti de Sihanouk remporte une victoire écrasante sur le Parti démocrate, le Parti de l'indépendance des Khmers de Son Ngoc Thanh, et le Parti de gauche Pracheachon. Le Sangkum Reastr Niyum remporte 83 % des voix et tous les sièges de l'Assemblée nationale. Les résultats de l'élection de 1955 sont attribués à la fraude et l'intimidation. Les électeurs auraient été effarouchés par un système de vote reposant sur des morceaux de papiers de couleur que le votant devait mettre dans une boîte à la vue des fonctionnaires locaux aux ordres de Sihanouk. Dans de nombreux cas, les résultats du vote auraient été simplement falsifiés. Le journaliste Philip Short rapporte une déclaration de Sihanouk en 1957, ou il aurait admis que trente-six circonscriptions électorales avaient voté pour le Pracheachon ou le Parti démocrate, alors que les résultats officiels de l'époque n'en rapportent aucune. À partir de 1955, Norodom Sihanouk domine l'intégralité du jeu politique, sans pour autant demeurer en permanence premier ministre, poste qu'il laisse périodiquement à certains de ses fidèles.
Dans les premiers mois qui suivirent les élections, l’absence de véritable opposition permettait toutefois d’entériner les initiatives gouvernementales avec plus d’efficacité qu’auparavant. Au début de 1956, le gouvernement présenta son plan concernant l’économie du pays pour les deux prochaines années. L’ambassade américaine considérait ce plan comme « un inventaire des aides étrangères déjà signées et une liste des besoins que le gouvernement espérait faire prendre en charge par des régimes amis ». Il n’en demeure pas moins que c’était un début encourageant. Le plan incluait notamment la construction par les Français d’un nouvel aéroport à Phnom Penh, une route reliant la capitale cambodgienne au port de Sihanoukville et une augmentation du budget alloué à l’éducation.
Les grands thèmes de l'idéologie du Sangkum sont le nationalisme khmer, la fidélité au monarque, la lutte contre la corruption, l'opposition à l'injustice, et la protection de la religion bouddhiste. Le Sangkum adopte en effet une interprétation particulièrement conservatrice du bouddhisme theravāda, considérant que les inégalités sociales et économiques entre les gens sont légitimées par le principe de karma (destin). Pour les classes pauvres, la conduite vertueuse et obéissante ouvre la possibilité de se réincarner avec un rang social plus élevé dans une vie future. Cet appel à la religion gagne alors à la cause de nombreux prêtres bouddhistes, qui constituent des groupes particulièrement influents dans les villages ruraux.
Malgré sa défense du statu quo, en particulier des intérêts des élites rurales, le Sangkum n'est pas une organisation exclusivement de droite; Sihanouk pratique au contraire l'ouverture à gauche, et invite un certain nombre de personnalités marquées à gauche dans son parti et au sein de son gouvernement. Parmi ceux-ci figurent de futurs dirigeants khmers rouges tels Hu Nim et Hou Yuon, qui occupent plusieurs ministères entre 1958 et 1963, et Khieu Samphân qui est brièvement secrétaire d'État au Commerce en 1963.

### Sihanouk, chef d'État du royaume
La personnalité de Norodom Sihanouk - qu'une partie des classes populaires, notamment dans les régions rurales, continue de considérer comme roi - domine largement la vie politique cambodgienne. Surnommé Samdech Euv, titre traduit en français par « Monseigneur Papa », Sihanouk use d'un style mêlant populisme (visites impromptues en zone rurale, audiences de justice publique où le peuple peut venir présenter ses doléances), réformisme sincère et autoritarisme à tendance paternaliste. Bourreau de travail, d'un caractère parfois jugé fantasque, politiquement imprévisible, il fait les délices des médias internationaux par son originalité, tout en montrant une grande habileté politique.
En 1960, un problème se pose à la mort du roi Norodom Suramarit, père de Sihanouk. Ce dernier ne souhaite pas reprendre le titre de roi, pas plus qu'il n'envisage un retour sur le trône de la branche cadette de la famille royale, les Sisowath. La mère de Sihanouk, la reine Kossamak, envisage de monter elle-même sur le trône mais, au terme de plusieurs semaines d'intrigues de palais, Sihanouk lui fait accepter le titre honorifique de « gardienne du trône ». Le 14 avril 1960, la constitution est enrichie d'un nouvel article, qui stipule : « Dans le cas où les circonstances ne permettraient pas de désigner ni le nouveau souverain, ni le Conseil de régence conformément aux dispositions des articles 30 et 30 bis de la présente Constitution, les deux Chambres réunies sur la convocation du président de l'Assemblée nationale et sous sa présidence peuvent, conformément à la volonté exprimée par le peuple, confier les pouvoirs et prérogatives de chef d'État à une personnalité incontestée, expressément désignée par les suffrages de la Nation ».
Le 20 juin, après une période d'intérim, Sihanouk prête serment en qualité de « chef d'État », jurant comme stipulé dans la constitution d'être « fidèle au trône ». Le Cambodge reste officiellement une monarchie, l'adjectif « royal » continuant de figurer dans le nom de toutes les institutions du pays, mais le pays est désormais un royaume sans roi, dont Sihanouk est le chef de l'État à vie.

### Modernisation du pays
Les premières années du régime du Sangkum font figure, notamment de manière rétrospective, d'âge d’or. Jusqu'au début des années 1960, la popularité de Sihanouk était au beau fixe. Sur le plan matériel, la situation du Cambodge était probablement la meilleure qu’ait connu et que connaitra le pays dans son histoire récente. La croissance industrielle était alors de 8 % par an, la presque totalité des habitants mangeaient à leur faim et la plupart des paysans possédaient les propriétés qu’ils cultivaient. Des terres arables étaient disponibles sur l’ensemble du pays et les villes regorgeaient d’opportunités d’emplois. Les exportations de matières premières telles que le riz, le caoutchouc ou le poivre couvraient les besoins en produits importés. L’aide étrangère en provenance de la France, des États-Unis et du bloc sino-soviétique permettait d’édifier des hôpitaux, des écoles, des infrastructures routières et aériennes, des usines, des raffineries dont celle de Sihanoukville, des installations portuaires et des barrages. Les salaires et équipements de l’armée étaient pris en charge par l’aide américaine. Le système de santé, bien que toujours rudimentaire suivant les standards occidentaux, faisaient des progrès considérables. Les cas de paludisme et la mortalité infantile avaient baissés de manières significatives. Des centaines de milliers de personnes, illettrées depuis des décennies, apprenaient à lire et se sentaient redevable vis-à-vis des programmes gouvernementaux.
L’éducation tenait une place prépondérante. Lors de l’accession à l’indépendance, le Cambodge ne disposait d’aucune université, que de deux lycées, sept collèges et des écoles inégalement réparties sur le territoire, essentiellement dans des pagodes. Dix ans plus tard, une multitude de jeunes et d’enfants fréquentaient un des nouveaux établissements scolaires qui couvraient l’ensemble du pays, alors que chaque chef-lieu de Srok (« canton ») disposait d’un collège, chaque capitale de Khet (« province ») d’un lycée et que sept universités provinciales venaient compléter l'offre de l’Université royale de Phnom Penh. Le nombre de médecins khmers - cependant concentrés dans les grandes villes - passe de 14 en 1948 à 400 en 1975. Après la détérioration des rapports avec les États-Unis en 1963, le Cambodge doit cependant se passer d'une aide qui constituait une part non négligeable dans son développement : ni la Chine ni la France ne sont en situation d'offrir une assistance équivalente.

### À l'international: recherche de la neutralité
La politique étrangère de Sihanouk émerge dans les mois qui suivent la Conférence de Genève. Elle s'explique en grande partie par l'histoire passée du Cambodge, une histoire marquée par les soumissions à des autorités étrangères (principalement le Siam, l'Annam et la France). Elle s'explique aussi par l'intensification du conflit entre le Nord et le Sud du Viêt Nam et par les perspectives très incertaines que la fin de cette guerre laisse planer sur le royaume.
Dans l'esprit de Sihanouk, le Cambodge n'a aucun intérêt à prendre parti dans le cadre de la guerre froide, ce qui impliquerait un alignement sur les États-Unis. Si les Américains sont séduits par l'indépendance dont fait preuve le monarque lors de la conférence de Genève, ils sont vite indisposés par ses manifestations de neutralisme : lors d'une visite en Inde, il reprend à son compte les cinq principes de coexistence pacifique définis par Nehru dans le cadre de l'accord de Panchsheel avec la république populaire de Chine. Sihanouk souffle le chaud et le froid avec les États-Unis, leur laissant espérer une alliance solide avec leur camp, tout en les tenant à distance. Dans le même temps, un accord secret, évoqué dans un rapport du SDECE, semble avoir été conclu entre le Cambodge et le Nord Viêt Nam : Sihanouk aurait accepté de laisser circuler dans certaines zones du territoire cambodgien des effectifs limités de communistes nord-vietnamiens, dans le cadre du conflit avec le Sud Viêt Nam, et ce en échange d'une non-intervention des communistes cambodgiens dans les affaires intérieures du Cambodge. Si l'existence de cet accord n'a jamais été confirmée explicitement, Sihanouk a effectivement bénéficié dans les années suivantes de bons rapports avec le Nord Viêt Nam.
À la fin 1954, Sihanouk exprime un certain intérêt pour l'intégration du Cambodge dans l'Organisation du traité de l'Asie du Sud-Est (OTASE). Toutefois, peu après, des réunions avec le Premier ministre indien Jawaharlal Nehru et le premier ministre birman U Nu rendent le prince réceptif à l'appel au non-alignement. En outre, le prince s'inquiète de la présence au sein de l'OTASE d'un État rival, la Thaïlande, et de l'assistance militaire fournie au Sud Viêt Nam ; chacun de ces deux États offrant refuge à des opposants du régime de Sihanouk.

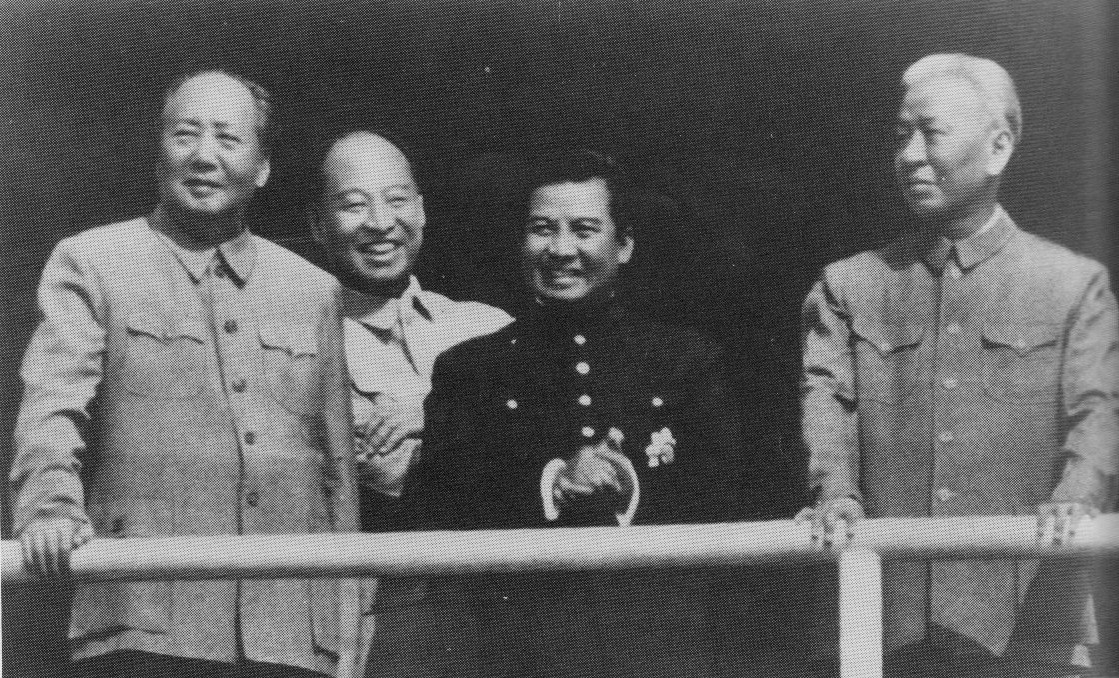
Norodom Sihanouk à Pékin, en compagnie de Mao Zedong, Peng Zhen et Liu Shaoqi.

En avril 1955, le Cambodge participe à la conférence de Bandung, réaffirmant ainsi son neutralisme vis-à-vis des États-Unis comme de l'URSS. Sihanouk tient à cette occasion des réunions privées avec le premier ministre chinois Zhou Enlai et le ministre des affaires étrangères du Nord Viêt Nam Phạm Văn Đồng. Par leur entremise, chacun de ces deux pays lui assure respecter l'indépendance du Cambodge et son intégrité territoriale. Admis en 1955 à siéger à l'ONU, le Cambodge axe toute sa politique étrangère sur une recherche de la neutralité et de l'indépendance, et devient membre du mouvement des non-alignés constitué dans les années qui suivent la conférence de Bandung.
Son expérience avec les Français, d'abord comme client, puis comme chef auto proclamé de la « croisade royale pour l'indépendance », ont amené Sihanouk à conclure que les États-Unis, comme la France, seraient forcés de quitter l'Asie du Sud-Est. Dans cette perspective, la présence occidentale en Indochine lui apparaît seulement comme une interruption temporaire de la dynamique régionale d'expansion vietnamienne (et peut-être même thaïe) aux dépens du Cambodge. Un arrangement avec le Nord Viêt Nam et des liens amicaux avec la république populaire de Chine au cours des années 1950 et jusqu'à la fin des années 1960 sont pour lui des tactiques visant à contrer cette dynamique. La Chine accepte les ouvertures de Sihanouk et est devenu un contrepoids utile pour contrebalancer la pression vietnamienne et thaïlandaise sur le Cambodge.
Les relations du Cambodge avec la république populaire de Chine sont fondées sur des intérêts mutuels. Sihanouk attend de la Chine qu'elle empêche les Vietnamiens et les Thaïlandais d'agir au détriment du Cambodge. Les Chinois, à leur tour, perçoivent le non-alignement de la politique étrangère du Cambodge comme vital pour éviter l'encerclement de leur pays par des alliés directs des États-Unis. Lorsque le premier ministre Zhou Enlai visite Phnom Penh en 1956, il demande à la minorité chinoise du pays (environ 300 000 personnes), de coopérer dans le développement du Cambodge, de rester en dehors de la politique, et d'envisager d'adopter la nationalité cambodgienne. Ce geste contribue à résoudre le problème délicat de la loyauté des cambodgiens chinois au régime en place, problème qui avait troublé les relations entre Phnom Penh et Pékin.

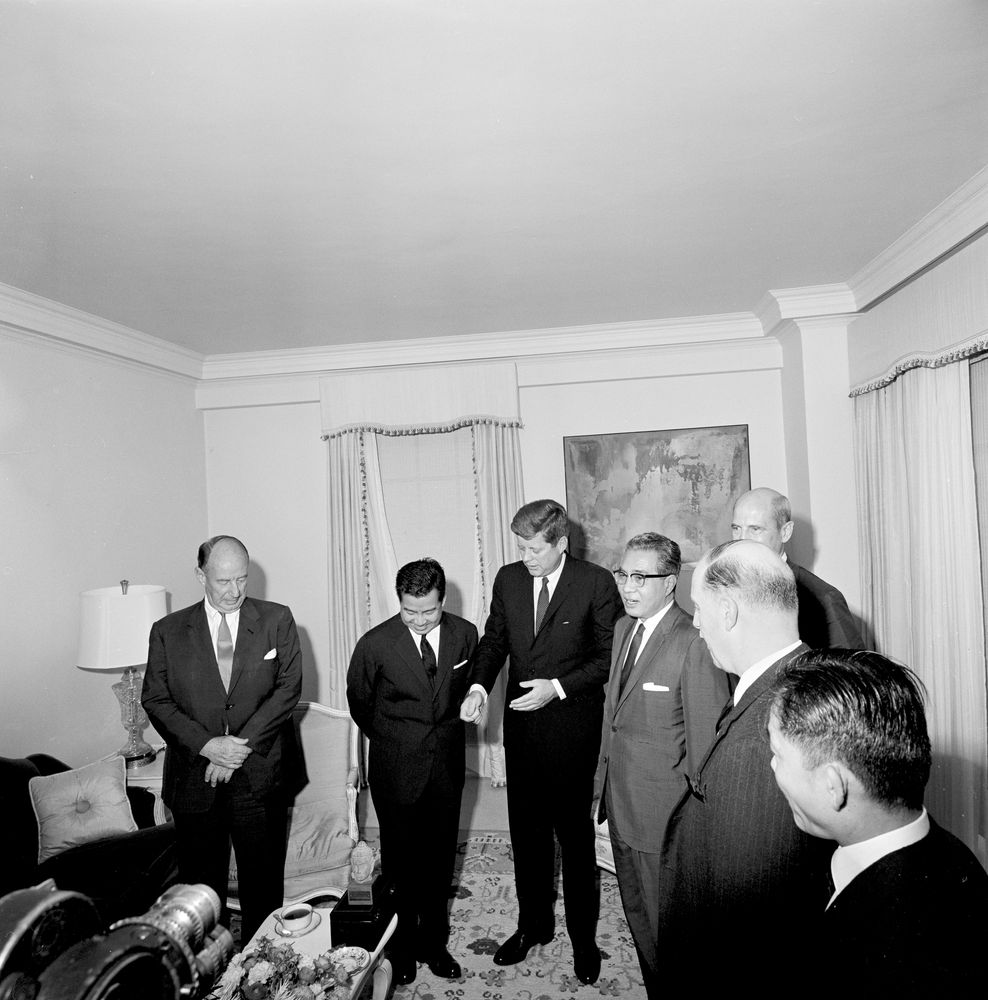
Réception le 25 septembre 1961 de Norodom Sihanouk et Nhiek Tioulong à New York, en présence de John Fitzgerald Kennedy.

Cependant la Chine n'est pas la seule puissance importante auprès de laquelle Sihanouk cherche un patronage bienveillant; la quête du Cambodge en matière de sécurité et d'assistance à l’édification de la nation pousse le prince à accepter l'aide de tous les bailleurs de fonds aussi longtemps qu'ils respectent la souveraineté de son pays. À cette fin, Sihanouk se tourne vers les États-Unis en 1955 et négocie un accord d'aide militaire (formations et équipements) pour les Forces Armées Royales Khmères (FARK). Le groupe consultatif d’assistance militaire (Military Assistance Avisatory Group - MAAG) est créé à Phnom Penh pour superviser la livraison et l'utilisation des équipements qui arrivent des États-Unis.
Mais le jeu de balancier effectué par Sihanouk entre les pays communistes et le camp occidental inquiète fortement les États-Unis. Lorsque le Cambodge devient en 1956 le premier pays non communiste à se voir accorder l'aide de la Chine, la Thaïlande et le Sud Viêt Nam lui imposent durant un temps, à l'instigation des États-Unis, un blocus économique. Préoccupée par la politique de Sihanouk, la CIA cultive des relations avec Son Ngoc Thanh, considéré comme une alternative politique, ainsi qu'avec d'autres personnalités comme Sam Sary, secrétaire du Sangkum.
En 1960, la Chine et le Cambodge signent un traité d'amitié et de non-agression. Après la rupture sino-soviétique, cette ardente amitié entre Sihanouk et la Chine contribue à refroidir les liens cambodgiens avec l'URSS. Au début des années 1960, l'aide de Washington constitue 30 % du budget de la défense du Cambodge et 14 % du budget général. Les relations avec les États-Unis continuent cependant de se détériorer. Les responsables américains à Washington et à Phnom Penh tendent à sous-estimer le prince et le considèrent comme un personnage capricieux et fantasque, peu au fait de la menace posée par le communisme en Asie ; la méfiance est réciproque.
Plusieurs éléments alimentent les soupçons de Sihanouk quant aux intentions réelles des États-Unis envers son pays, notamment leur influence croissante au sein des Forces armées royales khmères. Les livraisons d'équipements et la formation du personnel cambodgien nouent des liens étroits entre les conseillers militaires américains et leurs homologues cambodgiens : les officiers militaires des deux nations partagent également les mêmes appréhensions quant à la montée du communisme en Asie du Sud-Est. Sihanouk estime pour sa part que les FARK sont les alliées les plus puissants de Washington au Cambodge. Le prince craint également qu'un certain nombre d’officiers de haut rang, dirigés par Lon Nol, ne deviennent trop puissants et que, par ce biais, l'influence des États-Unis au Cambodge ne s'enracine trop.
L'évolution politique de Sihanouk entraîne notamment des tensions avec Sam Sary qui, lui, semble pencher vers une alliance avec les États-Unis. En 1957, pour éloigner Sam Sary, Sihanouk le nomme ambassadeur au Royaume-Uni, mais il doit bientôt le rappeler à la suite d'une affaire de maltraitance sur sa concubine. De retour au Cambodge, Sam Sary glisse progressivement vers l'opposition et fonde avec les encouragements des États-Unis, de la Thaïlande et du Sud Viêt Nam, son propre parti, le Rassemblement des Khmers démocrates, qui disparaît toutefois rapidement.

### Répression des opposants
Concrètement, malgré un multipartisme officiel, la vie politique cambodgienne est entièrement dominée par Sihanouk et son parti, au point que le Sangkum est parfois qualifié à l'époque de « parti unique camouflé ». Au cours des mois qui suivent le scrutin de 1955, un grand nombre de dirigeants du Parti démocrate abandonnent la vie politique ou rejoignent les rangs du Sangkum. Le principal parti d'opposition se voit réduit au rang de coquille vide, tandis que les communistes cambodgiens, qui maintiennent l'existence du Pracheachon en tant façade officielle, passent à une clandestinité renforcée.
En août 1957, Sihanouk convoque les dirigeants du Parti démocrate à un « débat » au Palais Royal, devant un auditoire composé pour la plupart de partisans du Sangkum. Ils sont en fait soumis à cinq heures d'une harangue humiliante, retransmise par haut-parleurs à la foule massée autour du palais. Une fois la manifestation terminée, les participants sont tirés de leurs voitures et frappés à coups de crosse de fusil par la police de Sihanouk et l'armée. Dans les deux nuits qui suivent, des soldats de la garnison de Phnom Penh, encouragés par le chef d'État-major Lon Nol, molestent dans la capitale les « démocrates » réels ou supposés, les Chinois ou les Vietnamiens. Le Parti démocrate continue de vivoter jusqu'aux élections du printemps 1958, auxquelles il renonce finalement à présenter des candidats. Le Pracheachon participe au scrutin, mais ses candidats doivent affronter une virulente campagne anticommuniste de la part de l'appareil de Sihanouk.
En 1960, Khieu Samphân, alors rédacteur en chef du journal L'Observateur, est passé à tabac en pleine rue, déshabillé et photographié par des membres de la police de sécurité à quelques centaines de mètres du commissariat central de police. L'éditeur signale alors l'agression à la police. Lorsque l'assemblée nationale convoque le ministre responsable pour qu'il s'explique sur l'incident, il déclare que le travail de la police n'était pas de protéger les adversaires du gouvernement. Le ministre nomme alors les membres de l'Assemblée nationale qu'il considérait être dans la même catégorie d'opposants, dont le député Uch Ven qui avait déposé une motion de censure contre le ministre. Sihanouk publie une déclaration qui visait les membres de l'Assemblée nationale pour leur attitude hostile envers la police. Quelques jours plus tard, L’Observateur et deux autres journaux sont interdits par le gouvernement, une cinquantaine de personnes détenues indéfiniment pour interrogatoire et le directeur politique du propre journal de Sihanouk est congédié pour un éditorial s'opposant cette politique d'intimidation massive. Cela n'empêche pas, par ailleurs, Sihanouk d'accueillir quelques années plus tard Khieu Samphân au gouvernement dans le cadre de l'ouverture à gauche, comme il avait précédemment invité Hu Nim et Hou Yuon.
S'il invite dans son gouvernement et dans son parti des hommes de gauche, dont certains sont par ailleurs à son insu des membres du parti communiste, Sihanouk continue de réprimer les organisations communistes clairement identifiées comme telles. En juin 1962, Tou Samouth, chef du parti communiste cambodgien clandestin, est arrêté et disparaît, probablement tué par des hommes du ministre de la défense Lon Nol. Les évènements conduisent en 1963 les communistes cambodgiens (surnommés « Khmers rouges » par Sihanouk) dont Saloth Sâr (futur Pol Pot) est désormais le chef, à quitter les villes et à se réfugier dans les campagnes ; toute action politique, même souterraine ou relayée par des acteurs externes (journalistes, députés, juges...) allant à l'encontre du gouvernement est devenue impossible.
Si Sihanouk réprime l'opposition de gauche, il doit également affronter une opposition de droite souvent très active, notamment le mouvement de guérilla des Khmers Serei : en 1963, un jeune membre du mouvement, Preap In, est exécuté publiquement. Sa mort est filmée et diffusée ensuite durant un mois, lors des séances d'actualité, dans tous les cinémas du Cambodge, afin de frapper l'opinion. Cette même année, Sam Sary, passé à la dissidence ouverte contre Sihanouk, disparaît mystérieusement, sans que l'implication des autorités cambodgiennes ne soit prouvée.

### Rupture avec les États-Unis et rapprochement avec les pays communistes
À la fin des années 1950, le climat politique est de plus en plus tendu en Asie du Sud-Est et amène Sihanouk à craindre pour sa vie. En 1959, un complot - dit « complot de Bangkok » - fomenté par le Sud Viêt Nam et la Thaïlande pour renverser Sihanouk et proclamer la république avec Son Ngoc Thanh à sa tête est éventé grâce aux informations fournies par les Chinois et les Français. Sihanouk soupçonne Sam Sary d'y avoir pris part, et l'ancien ministre doit prendre la fuite. Dap Chhuon, gouverneur militaire de la province de Siem Reap, est également mis en cause dans un autre prétendu complot, qui aurait visé à l'établissement d'un État « libre » incluant les provinces de Siem Reap et Kampong Thom et les régions du sud du Laos qui étaient contrôlés par le prince Laotien de droite Boun Oum. Sihanouk tente de normaliser ses relations avec le Sud Viêt Nam en rendant visite à Saïgon au président Ngô Đình Diệm. Le 30 août 1959, le palais royal est visé par un attentat à la bombe : deux colis piégés, destinés l'un à Sihanouk et l'autre à sa mère la reine Sisowath Kossamak, explosent, tuant le chambellan et deux autres personnes. Les soupçons se portent sur le Sud Viêt Nam, allié des États-Unis. Derrière cet attentat mais aussi derrière le complot découvert auparavant, Sihanouk voit la main des Américains. Les relations avec les alliés des États-Unis ne s'en remettent pas : les relations diplomatiques avec la Thaïlande sont rompues en 1961, et celles avec le Sud Viêt Nam en 1963.
Dès la fin des années 1950, Sihanouk, blessé en outre par l'attitude méprisante des diplomates américains, est convaincu que les communistes finiront par l'emporter en Asie du Sud-Est, et envisage l'avenir du Cambodge dans cette optique, peut-être sous protection chinoise,.
Les relations du Cambodge avec les États-Unis sont encore dégradées par les incursions à répétition dans l’espace aérien cambodgien des avions américains, et aux frontières de troupes sud-vietnamiennes poursuivant les insurgés du Việt Cộng qui se replient au Cambodge sous la pression militaire. Au début des années 1960, cette question de la violation de la souveraineté du Cambodge devient de plus en plus critique et contribua à la profonde détérioration des relations entre les deux états. Ces développements, envenimés par des soupçons renforcés de Sihanouk, finissent par miner les relations de Phnom Penh avec Washington.
Durant cette période, la nature des relations du Cambodge avec le Nord Viêt Nam, le Sud Viêt Nam et les États-Unis, traduisent les efforts de Sihanouk pour s'adapter aux réalités géopolitiques en Asie du Sud-Est et pour maintenir son pays hors de l'escalade des conflits qui touchent les pays voisins (Guerre du Viêt Nam et guerre civile laotienne). Dans la première moitié des années 1960, cet effort exige une inclination vers Hanoï car le gouvernement de Saïgon sombre dans l'anarchie. Dans les villes, l'administration de Ngô Đình Diệm est devenue de plus en plus inefficace et instable, tandis que dans les campagnes, les forces gouvernementales perdent régulièrement du terrain face aux insurgés du Việt Cộng soutenus par Hanoï.
Pour les observateurs de Phnom Penh, la viabilité à court terme du Sud Viêt Nam est alors sérieusement mise en doute, et cette analyse entraine une tactique nouvelle dans la politique étrangère du Cambodge. Tout d'abord, le Cambodge rompt ses relations diplomatiques avec le Sud Viêt Nam en août 1963. En mars suivant, Sihanouk annonce son intention d'établir des relations diplomatiques avec le Nord Viêt Nam et de négocier un accord frontalier directement avec le gouvernement de Hanoï. Ces plans ne sont cependant pas mis en œuvre rapidement, car les Nord-Vietnamiens demandent au prince de négocier ce problème concernant la frontière avec le Sud Viêt Nam directement avec le FNL (Việt Cộng). Le Cambodge ouvre des négociations avec le FNL mi-1966 : les insurgés sud-vietnamiens reconnaissent l'inviolabilité des frontières du Cambodge un an plus tard. Le Nord Viêt Nam leur emboite rapidement le pas. Le Cambodge est alors le premier gouvernement étranger à reconnaître le gouvernement révolutionnaire provisoire de la république du Sud Viêt Nam, créé par le Việt Cộng en juin 1969. Sihanouk est aussi le seul chef d'État étranger à assister, à Hanoi trois mois plus tard, aux funérailles d'Ho Chi Minh, président du Nord Viêt Nam.
Entretemps, Sihanouk, fortement choqué et effrayé par l'assassinat de Ngô Đình Diệm en novembre 1963, craint de subir le même sort. Il annonce la suspension de l’aide militaire et économique en provenance des États-Unis, qu'il accuse de soutenir les activités subversives des Khmers Serei en Thaïlande et au Vietnam du Sud, et affirme que le Cambodge ne rejoindra jamais le front anticommuniste que les Américains veulent constituer en Asie du Sud-Est. Dans les semaines qui suivent, il se réjouit publiquement de la mort de John Fitzgerald Kennedy et du premier ministre thaïlandais Sarit Thanarat, déclarant « Les dieux punissent tous les ennemis du Cambodge pacifique et neutre ». Les relations diplomatiques avec les États-Unis sont rompues en 1965 alors que les violations de l'espace aérien par l'aviation américaine s’intensifient et que les combats au sol entre l'Armée de la république du Viêt Nam (ARVN) et les troupes du Việt Cộng insurgés débordent largement sur les terres du prince.
La politique de réforme prônée par Sihanouk est qualifiée par lui-même, dans le cadre de son ouverture à gauche, de « socialisme royal ». En novembre 1963, peu après son rejet de l'aide américaine, le prince annonce la nationalisation de la banque, du commerce extérieur, et de l'assurance comme un moyen de réduire le contrôle étranger sur l'économie. En 1964, une entreprise commerciale d'État, la Commission nationale d'import-export, est créée pour gérer le commerce extérieur. Ces nationalisations sont présentées comme un moyen de donner aux ressortissants khmers, plutôt qu'aux chinois ou au vietnamiens, un plus grand rôle dans le commerce de la nation, d'éliminer les intermédiaires et de conserver des devises grâce à la limitation des importations de produits de luxe inutiles. En conséquence de cette politique, les investissements étrangers disparaissent, et un « copinage socialiste » est apparu, proche du « copinage capitaliste » philippin du président Ferdinand Marcos. Des monopoles d'État fructueux sont morcelés et confiés aux plus fidèles serviteurs de Sihanouk.
Durant cette période, la politique cambodgienne était en fait animée par trois factions, à savoir celle proche de Sihanouk, les gauchistes et les élites pro-américaines. Bizarrement, ce seront les trois composantes du Gouvernement de Coalition du Kampuchéa Démocratique qui lutteront dans les années 1980 contre le régime de la république populaire du Kampuchéa. Toutefois, la plupart des Cambodgiens ne s’intéressaient à aucun de ces trois groupes. Cela ne signifiait pas qu’ils ne se préoccupaient pas des malversations et de la corruption du gouvernement. Toutefois, ils se sentaient impuissants face à ces tracas et ne voyaient pas en la politique un moyen d’en sortir. Avant 1967, les heurts entre les trois factions étaient limités aux villes et restaient modestes. Néanmoins, jour après jour, ils devenaient de plus en plus vindicatifs et acharnés. La lutte à mort qui s’engageait entre différents mouvements allait devenir une constante de la vie politique cambodgienne jusqu’à nos jours.
En 1965, Sihanouk négocie un accord avec la Chine et le Nord Viêt Nam. Jusqu'alors, le Cambodge fermait les yeux sur les replis tactiques du Việt Cộng et des forces nord-vietnamiennes sur le territoire. Le traité leur aurait permis de construire des installations militaires permanentes. Le Cambodge ouvre également ses ports aux transferts de matériel militaire en provenance de Chine et de l'Union soviétique, à l'attention des communistes vietnamiens. En échange de ces concessions, de grandes quantités d'argent passent entre les mains de l'élite cambodgienne, en particulier lorsque la Chine achète du riz à des prix gonflés par le gouvernement cambodgien.
Une fois les relations fraternelles avec le Nord-Vietnam et la Chine consolidées, Sihanouk suit une ligne politiquement plus à droite sur le plan interne, et déclenche une vague de répression dans tout le pays qui conduit la plupart des partis de gauche à l'anonymat et aux actions souterraines. Les accords que Sihanouk passe avec la Chine et le Nord Viêt Nam lui permettent d'empêcher que les communistes cambodgiens ne soient armés par leurs voisins. Les Nord-vietnamiens conseillent aux Khmers rouges de ménager Sihanouk, au grand dam des chefs communistes cambodgiens, qui décident de rompre à terme avec leurs anciens protecteurs vietnamiens.
À la fin des années 1960, tout en préservant les relations avec la Chine et le Nord Viêt Nam, Sihanouk cherche à améliorer les relations du Cambodge avec l'Occident. Cette volte-face du prince est la conséquence d'un autre ajustement aux conditions qui prévalent alors en Asie. Il est alors devenu presque impossible de traiter avec les Chinois en raison de la crise associée à la révolution culturelle. Par ailleurs la présence nord-vietnamienne dans l'Est du Cambodge est devenue si importante qu'elle déstabilise politiquement et économiquement le Cambodge. En outre, depuis que les Khmers rouges sont passés à la clandestinité, au cours des années 1960, Sihanouk doit faire des concessions à la droite, en l'absence de toute force qui puisse jouer un quelconque rôle de contrepoids. L'Armée populaire vietnamienne et le Việt Cộng utilisent de plus en plus leurs refuges au Cambodge, qui sert également de terminus sud à la piste Hô Chi Minh qui ravitaillait les maquis depuis les ports du Nord du Vietnam et du Cambodge. La neutralité du Cambodge dans le conflit peut sembler n'être qu'une façade, et la Chine, préoccupée par la Révolution culturelle, n'intercède pas auprès de Hanoi. Sur la frontière orientale du Cambodge, le Sud Viêt Nam ne s'est pas effondré, en dépit de l'offensive du Tết de 1968, et le gouvernement du président Nguyễn Văn Thiệu maintient une certaine stabilité dans le pays ravagé par la guerre. Le pouvoir de Phnom Penh, en outre, commence à ressentir vivement la perte de l'aide économique et militaire des États-Unis, qui s'était élevée à environ 400 millions de dollars entre 1955 et 1963. Sihanouk a alors ses premiers doutes sur la pertinence de la rupture avec Washington, doutes que vient renforcer le manque cruel de matériel américain et la mauvaise qualité des pièces de rechange de substitutions fournies par les Soviétiques, les Chinois et les Français.

### Déclin du régime et entrée dans la guerre
Le soutien de plus en plus actif aux communistes vietnamiens - vente de riz au Việt Cộng, utilisation du port de Sihanoukville pour du transit d'armes - indispose l'armée et les milieux d'affaires, qui deviennent hostiles à Sihanouk. Lors des élections de 1966, la droite conservatrice du Sangkum, défavorable à la rupture avec les États-Unis et aux nationalisations, remporte la majorité. Lon Nol, chef de file de la droite, devient premier ministre en octobre 1966.
Par ailleurs, le Việt Cộng contribue à désorganiser l'économie en achetant massivement et clandestinement la production de riz, ce qui cause un manque à gagner dans les caisses de l'État. Sihanouk ordonne alors que les moissons se fassent sous le contrôle de l'armée. Le climat dans les campagnes s'en trouve détérioré. Le 11 mars 1967, dans la province de Battambang, des paysans se révoltent contre les réquisitions et les impôts. S'ensuit une répression sanglante, que Sihanouk attribue par la suite à Lon Nol, et qui signe le début de la guerre civile cambodgienne.
On allait rapidement faire de ce que Jacques Decornoy avait au départ qualifié de « jacquerie paysanne » un soulèvement communiste. La thèse sert alors les intérêts de plusieurs composantes de la politique cambodgienne. Tout d’abord, le Parti communiste du Kampuchéa s’appropriera la paternité du soulèvement et en fera le premier avatar de la lutte armée à outrance qu’il venait de décider. Les autorités de Phnom Penh, quant à elles, préfèrent affirmer que le conflit était le résultat d’une agitation communiste plutôt que d’admettre que les causes principales sont liées aux excès des fonctionnaires et des forces armées sous leurs ordres. Toutefois, par un effet pervers, la diffusion de cette théorie allait également conforter les élites pro-américaines de Phnom Penh dans leur certitude que la Chine et la république démocratique du Viêt Nam complotaient pour communiser le Cambodge.
Lon Nol doit quitter le gouvernement en mai. Son successeur, Son Sann, cède lui-même la place au bout de quelques mois à Penn Nouth, déjà premier ministre à cinq reprises.
Dès 1968, plusieurs indicateurs économiques suscitaient l’inquiétude. Après plus d’une décennie de rythme soutenu, la croissance s’essoufflait et devenait plus faible que la poussée démographique. Les recettes dégagées par la vente des produits agricoles pouvaient continuer à payer les dettes des zones rurales, mais le remboursement des intérêts dépassait à présent le revenu annuel des familles alors que le budget alloué par le gouvernement à l’agriculture suffisait à peine à couvrir les salaires des employés du ministère. Les rendements, quant à eux, déjà parmi les plus faibles du Sud-est asiatique étaient restés au même niveau que ceux des années 1940.
Dans les provinces pauvres autour de Phnom Penh, les sans–abris devenaient eux aussi un problème critique. Beaucoup s’exilaient dans la capitale cambodgienne où il venait grossir le flot des personnes sous-employées demandeuses de services que l’État n’était pas en mesure de leur fournir. Dans les campagnes, la faible mécanisation associée à une irrigation mal entretenue et à un dispendieux programme de relogement obéraient le développement de l’agriculture.
Pour compliquer les choses, le caoutchouc, la principale source d’exportation du pays, pâtissait d’une chute des cours mondiaux. De plus; les plantations, pour la plupart proches de la frontière vietnamienne, souffraient également de l’agitation communiste au sein de leurs employés, des bombardements et de l’épandage de défoliants. D’autres cultures destinées à l’export furent aussi tentées, tel le tabac, le poivre, le coton ou le kapok, mais devant les innombrables tracasseries administratives auxquelles elles durent faire face, elles furent rapidement abandonnées. En fait, le principal frein au progrès semblait le peu d’entrain que Sihanouk manifestait pour régler les questions d’ordre économiques.
L’industrie était elle aussi dans un état embryonnaire et souffrait entre autres d’un manque d’ouverture aux marchés extérieurs, d’une mauvaise gestion et d’une pénurie de matières premières. Jusqu’en 1963, elle souffrait également du manque de volonté du gouvernement à encourager les investissements et à inciter les hommes d’affaires à emprunter à l’étranger. En 1969, les usines d’état construites grâce aux aides chinoises fabriquaient du ciment, des pneus, des textiles, des phosphates ou des contre-plaqués et employaient quelque 5 000 ouvriers.
La petite industrie, par contre, était restée dans le domaine privée et avait connu un essor important. Alors qu’en 1954 il y avait quelque 271 entreprises œuvrant dans l’agroalimentaire, essentiellement dans le décorticage du riz, elles étaient près de 2000 en 1968. Les chiffres étaient similaires pour les fabriques de matériaux de construction qui, à la même période, étaient passées de 93 à 200. La même progression concernait les domaines de la papeterie, la cartonnerie et de la transformation du bois.
Sihanouk s’obstinait à vouloir faire de l’industrie cambodgienne une vitrine pour le Sangkum. Cela signifiait que la plupart des entreprises d’état avaient été créées pour limiter les importations, mais en fin de compte elles coûtaient plus cher au gouvernement que s’il lui avait fallu acheter à l’étranger les produits qu’elles fabriquaient. De plus, les dirigeants étaient avant tout choisis pour leurs liens avec le pouvoir et peu avaient les connaissances nécessaires à la gestion des entreprises. Ils étaient de toute façon plus intéressés par les bénéfices qu’ils pouvaient tirer de leur position que par de quelconques gains de productivité.
Même s’il pourrait paraître tentant de détecter une crise économique à l’origine des bouleversements politique et militaire qui allaient conduire à la déposition de Norodom Sihanouk, il convient de relativiser néanmoins ces difficultés. En fait, le Cambodge souffrait des mêmes problèmes que la plupart des pays en voie de développement. Toutefois, avant 1968 et contrairement à beaucoup d’entre eux, il n’était pas endetté et quand bien même certains milieux financiers l’auraient voulu, les services qui géraient les exportations n’auraient pas eu de mal à emprunter à l’étranger. Par contre, si l’administration était suffisamment structurée pour répondre aux besoins du monde des affaires, la politique économique dépendait du bon vouloir de Norodom Sihanouk qui, à part pour l’éducation privilégiait les projets grandiloquents à court terme. Autrement dit, si le prince avait à ce moment utilisé les moyens à sa disposition pour régler les problèmes économiques, le mécontentement des élites aurait été moindre et sa déposition aurait certainement attendu quelques années de plus. Toutefois, le manque de devises fortes se faisait sentir lors de l’achat de biens importés et le secteur privé s’impatientait de voir le boom qui touchait certains pays de l’Asie du Nord-Est, la Thaïlande et le Sud Viêt Nam ne pas atteindre le Cambodge.
D’autres raisons d’ordre sociologiques peuvent également être avancées en tant que causes de ces difficultés. La plupart des élites tenaient l’agriculture et la pêche pour insignifiants. Les diplômés de l’université considéraient que de par leur niveau ils ne devaient pas se compromettre dans une vie rurale, des emplois manuels ou le petit commerce. L’université royale des sciences agronomiques qui avait ouvert au milieu des années 1960, n’avait que 44 étudiants en 1968, alors que celle des beaux-arts en comptait 650. Comme dans beaucoup de pays de la région, le chemin tout tracé pour un homme quittant les bancs de la faculté était de rejoindre l’administration alors que les femmes se destinaient quant à elles à épouser un haut fonctionnaire. De surcroît, des centaines d’autres jeunes cambodgiens qui avaient fait leurs études en France ou ailleurs ne se réjouissaient pas trop à l’idée de rentrer et de devoir abandonner la liberté de ton qu’ils y avaient découverte et, pour peu qu’ils aient acquis des idées trop radicales, de faire l’objet d’une étroite surveillance policière. Pour beaucoup de ces jeunes gens (le Cambodge comptait alors près de 11 000 étudiants en 1968) la campagne et la paysannerie étaient devenu un autre monde qu’ils ne côtoyaient plus - pour peu qu’ils l’aient un jour fréquenté. Dans les cafés et les rassemblements, les radicaux se plaignaient de la soumission des campagnes au pouvoir alors que les conservateurs ne se sentaient pas concernés par leurs préoccupations. Sihanouk, pour sa part, aimait à s’afficher en leur compagnie mais préférait développer des projets qui faisaient la promotion du Sangkum tels des dispensaires, des usines ou des écoles plutôt que des infrastructures qui auraient pu pourtant améliorer leurs conditions de vie.
Le fossé qui se creusait alors entre les campagnes et les villes, entre les riches et les pauvres, prenait des proportions alarmantes, générant mépris et dédain de chaque côté du gouffre. Dans le même temps, la corruption, rarement punie, battait elle aussi des records. Tout service, même ceux normalement gratuits se devait d’être rétribué. Le Bonjour, terme du parler populaire cambodgien signifiant pot-de-vin avait été élevé au rang d’institution. Une carte du Sangkum, sans laquelle il était impossible de postuler à un emploi dans une administration, se monnayait un millier de Riels, soit une semaine du salaire d’un fonctionnaire de base.
Dans le cours de l’année 1969, Sihanouk, en s’adressant à la presse occidentale, estimait que 95 % des Cambodgiens soutenaient le « Bouddhisme socialiste » et que la seule opposition était constituée de groupuscules adulateurs de la Révolution culturelle ou de l’American way of life. Ses détracteurs reprochaient pour leur part sa mainmise sur tous les aspects de la vie quotidienne et sa politique intérieure. Néanmoins, le fait de garder son pays hors de la guerre du Viêt Nam reste à mettre à son crédit. Alors que le conflit dégénérait en 1968 et 1969, le Cambodge restait le seul pays de l’ancienne Indochine française à être épargné par les bombardements aériens quotidiens et les combats de grande ampleur. Il le devait pour une grande part aux choix que fit le monarque et qui, s’ils s’avéreront néfastes sur le long terme, semblaient à l’époque les plus à même d’assurer la tranquillité du royaume khmer. Dans le même temps, les décisions américaines concernant le Viêt Nam paraissaient rarement faire cas des populations locales et si Sihanouk avait refusé au Việt Cộng l’installation de ses bases, il est fort probable que ces derniers seraient passés outre, occasionnant des pertes importantes auprès de ceux qui sur le terrain se seraient opposés à leur projet. Si le Cambodge s’était ouvertement engagé dans le camp d’un des belligérants, il y’a fort à parier que l’autre l’aurait attaqué. En 1969, le prince pensait sincèrement que la meilleure option était de se rapprocher des États-Unis tout en préservant ses relations avec la république démocratique du Viêt Nam. Si cette politique de non-alignement semblait la plus sage, c’est pour l’avoir oublié que les adversaires du prince qui le déposèrent en 1970, en choisissant le conflit ouvert avec le Viêt Nam, précipitèrent le pays dans l’abîme.
Le 11 mars 1969, les États-Unis commencent à bombarder le territoire cambodgien dans le but d'y détruire les bases communistes. Sihanouk ne proteste pas et, au contraire, rétablit le 18 juin de la même année les relations diplomatiques avec les États-Unis. Ce changement d'attitude vient cependant trop tard pour sauver son pouvoir,. Le premier ministre Penn Nouth, considérant l'économie planifiée comme un échec au Cambodge et jugeant que le rapprochement avec les communistes avait été trop nuisible, offre sa démission en juillet ; il favorise ainsi le retour au gouvernement du pro-américain Lon Nol qu'il considère, malgré leur antagonisme politique, comme un serviteur loyal de l'État susceptible de prendre en charge des missions difficiles. En septembre 1969, Sihanouk se rend au Nord Viêt Nam pour assister aux obsèques de Hô Chi Minh; il tente à cette occasion d'obtenir des Nord-Vietnamiens qu'ils appellent les communistes cambodgiens à plus de retenue, mais n'obtient pas de concessions. Il décide alors, après une cure de repos en France, de se rendre à Moscou et Pékin afin d'obtenir de l'URSS et de la Chine qu'elles fassent pression sa faveur.

### Chute de Sihanouk et intensification de la guerre civile
Le 11 mars 1970, l'ambassade nord-vietnamienne à Phnom Penh est mise à sac. La démonstration de force semble être allée un peu trop loin au goût de Sihanouk qui publie depuis Paris une déclaration déplorant les incidents, dénonçant ceux qui « visent à détruire irrémédiablement l'amitié du Cambodge avec le camp socialiste » et promettant des sanctions. Il semble que la déclaration de Sihanouk ait surtout eu pour but de donner le change avant ses entretiens à Moscou et Pékin : néanmoins, ses conséquences politiques au Cambodge sont bien différentes de ce qu'escompte le prince. Lon Nol et son vice-premier ministre le prince Sisowath Sirik Matak qui, depuis le début de l'année, cherchent une solution pour neutraliser politiquement Sihanouk et limiter ses pouvoirs, se sentent directement visés et décident d'engager l'épreuve de force.
Dès le lendemain, la CIA aurait été informée qu'un coup d'État se prépare contre Sihanouk : les conjurés n'ont pris aucun contact direct avec les Américains, mais sont convaincus de leur assentiment. Les Soviétiques et les Chinois, inquiets de la situation, conseillent à Sihanouk de rentrer au Cambodge, mais celui-ci n'y prête pas attention. Le 18 mars, l'Assemblée nationale et le Conseil du royaume se réunissent pour une séance commune, au cours de laquelle Sihanouk est accablé en son absence par tous les orateurs. À l'exception d'un député ayant quitté la salle, les élus approuvent à l'unanimité une motion retirant la confiance à Sihanouk et le démettant de ses fonctions. Chen Heng, président de l'assemblée, devient chef de l'État par intérim.
Norodom Sihanouk se trouve à Moscou quand, sur le point de partir pour Pékin pour la suite de son voyage, il apprend son renversement. Arrivé en Chine, il accepte, sur proposition de Phạm Văn Đồng, d'opérer un nouveau renversement d'alliance spectaculaire, en s'alliant avec les Khmers rouges. Il annonce le 23 mars la formation d'un gouvernement en exil, le Gouvernement royal d'union nationale du Kampuchéa (GRUNK), dont Penn Nouth prend la présidence. Dans les semaines qui suivent, l'alliance est formée avec les Khmers rouges, sous l'égide du Front uni national du Kampuchéa.

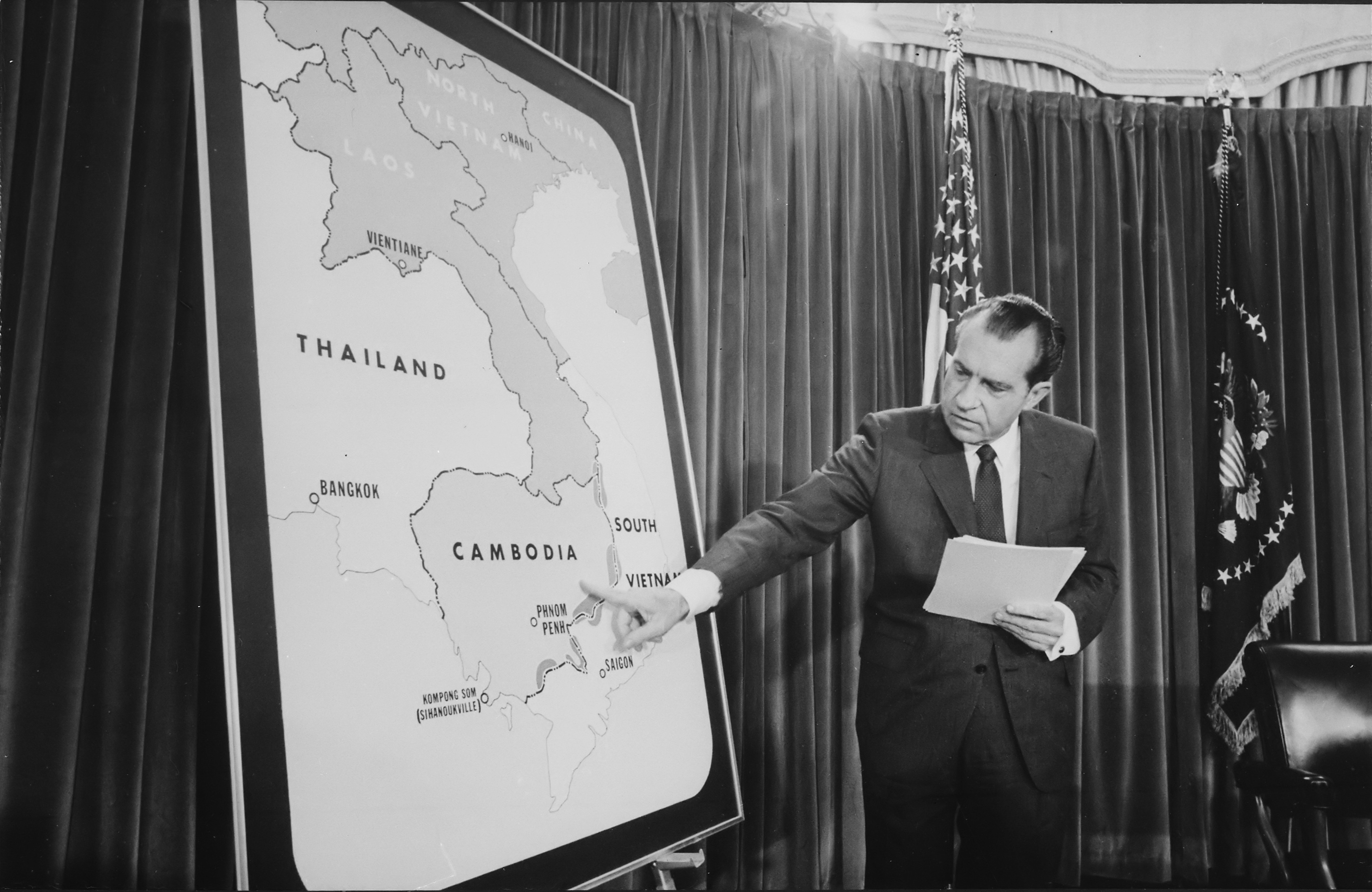
Le Président des États-Unis Richard Nixon annonçant l'intervention américaine au Cambodge en avril 1970.

L'appel de Sihanouk, et la situation militaire au Cambodge, provoquent des désertions dans l'armée, et des rébellions dans les zones rurales, dont des habitants, qui continuent pour beaucoup de considérer Sihanouk comme un monarque de droit divin, rejoignent l'insurrection. Dans les zones urbaines, les classes moyennes tendent au contraire à se réjouir de la chute de Sihanouk.
L’armée gouvernementale mal entraînée et mal encadrée n’est pas de taille à lutter contre des troupes du Việt Cộng aguerries par plus de vingt ans de combats et les premiers affrontements se soldent par de lourdes pertes ; en guise de représailles, il s’ensuit de véritables pogroms contre la population civile d’origine vietnamienne vivant au Cambodge qui auront de lourdes conséquences en occident et à Saïgon.
L'armée nord-vietnamienne et le Việt Cộng pour leur part, lancent en avril des attaques coordonnées sur les positions gouvernementales, et sont repoussés par une incursion des troupes américaines et sud-vietnamiennes, qui sauve le gouvernement de Lon Nol. Les troupes américaines se retirent le mois suivant, mais les troupes sud-vietnamiennes restent au Cambodge, et se livrent à leur tour à des exactions contre la population civile khmère. En mai, le chef du gouvernement annonce le déclenchement d'une « guerre de religion » contre les communistes vietnamiens, et l'expulsion des Vietnamiens, communistes ou non, du Cambodge. Deux cent cinquante mille résidents vietnamiens du Cambodge sont, au cours de l'année suivante, forcés de quitter le pays en abandonnant leurs biens.
Sirik Matak aurait envisagé de conserver la monarchie, peut-être au bénéfice des Sisowath dont il fait partie, mais Lon Nol annonce dès avril son intention de l'abolir. Dans l'attente d'un nouveau statut gouvernemental, le pays est désigné du nom d'« État du Cambodge ». Le 9 octobre, au cours d'une cérémonie organisée devant le palais royal, Lon Nol, Sisowath Sirik Matak et le président de l'assemblée nationale In Tam proclament l'abolition de la monarchie cambodgienne et son remplacement par le nouveau régime de la République khmère.

## Le Cambodge après 1970
Le Cambodge vit jusqu'en 1975 sous le signe de la guerre civile. En avril 1975, les Khmers rouges remportent la victoire, mais Sihanouk, éloigné du terrain d'opérations, n'est chef de l'État que sur le papier : lorsqu'il rentre définitivement au Cambodge, il est trop tard pour infléchir la situation. Le régime du Kampuchéa démocratique, mis en place par les Khmers rouges, se solde par la mort de plus d'un million de Cambodgiens. Un régime pro-vietnamien, la république populaire du Kampuchéa, est mis en place en 1979 après le renversement des Khmers rouges. Le conflit se poursuit dans les années qui suivent, opposant les Vietnamiens et leurs alliés cambodgiens à une nouvelle coalition entre les Khmers rouges et les forces sihanoukistes. Ce n'est qu'en 1991, après des années de guerre civile prolongée, que les accords de Paris ouvrent la voie à un lent retour du Cambodge vers la normalité politique. Sihanouk redevient chef de l'État en 1993, puis à nouveau roi quelques mois plus tard lors du rétablissement de la monarchie.